# Arnold Wycombe Gomme
Arnold Wycombe Gomme (Londres, 16 de noviembre de 1886 – 17 de enero de 1959, Glasgow) (72 años) fue un académico clásico británico, conferenciante de griego antiguo e historia griega (1911–1945), profesor de griego antiguo en la Universidad de Glasgow (1946–1957), y miembro de la Academia Británica (1947).

## Biografía
Sus padres fueron Laurence Gomme y Alice Gomme, expertos en folclore. Estudió en la Merchant Taylor’s School y en el Trinity College de Cambridge. En 1911, fue profesor asistente de griego e historia griega en la Universidad de Glasgow. En 1946, fue profesor de griego antiguo en la misma universidad.
En octubre de 1914, fue comisionado en el Cuerpo de Intérpretes. De noviembre de 1914 a noviembre de 1915, sirvió en la Fuerza Expedicionaria Británica (BEF), 8.ª división en Francia. En junio de 1915, fue transferido a la Royal Army Service Corps en Francia. De noviembre de 1915 a octubre de 1916, fue jefe del MI-1c de inteligencia política y económica en Tesalónica, Grecia. De marzo de 1917 a enero de 1918, trabajó para el Almirantazgo.
Su obra más importante es su comentario sobre Tucídides. El primer volumen fue publicado en 1945. El robo de una maleta retrasó la publicación de los dos volúmenes siguientes hasta 1956. A su muerte, la obra estaba inacabada (había dejado notas en el libro 5). Antony Andrewes y Kenneth Dover escribieron los volúmenes finales.
En 1917 se casó con Phyllis Emmerson. Fue el padre de Andor Gomme, profesor de Literatura inglesa e Historia Arquitectónica en la Universidad de Keele.

## Publicaciones
- The Population of Athens in the Fifth and Fourth Centuries B.C. (Glasgow University Publications; XXVIII). Oxford: Blackwell, 1933.
- Essays in Greek History and Literature. Oxford: Basil Blackwell, 1937.
- Greece. Oxford: Oxford University Press, 1945.
- A Historical Commentary on Thucydides.
  - Vol. I: Introduction and Commentary on Book I. Oxford: Clarendon Press; Toronto: Oxford University Press, 1945.
  - Vols. II–III:The Ten Years' War (Books II–III and Books IV–V). Oxford: Clarendon Press; Toronto: Oxford University Press, 1956.
  - Vol. IV: Books V.25–VII (con A. Andrewes Y K.J. Dover). Oxford: Clarendon Press, 1970.
  - Vol. V: Book VIII  (con A. Andrewes Y K.J. Dover). Oxford: Clarendon Press, 1981.
- The Greek Attitude to Poetry and History (Sather Classical Lectures; XXVII). Berkeley; Los Ángeles: University of California Press, 1954.
- More Essays in Greek History and Literature, editados por David A. Campbell. Oxford: Blackwell, 1962.

## Lecturas complementarias
- Findley Kitto, Humphrey Davy (1959). «Arnold Wycombe Gomme: [Obituary]». The Journal of Hellenic Studies (en inglés) 79: 1-2.